# Dromiceiomimus
Dromiceiomimus (gr."imitador de emú") es un género con dos especies conocidas de dinosaurios terópodos ornitomímidos que vivieron a finales del período Cretácico, hace aproximadamente 80 a 66 millones de años, entre el Campaniense y el Maastrichtiense, en lo que hoy es Norteamérica. Dromiceiomimus era un rápido corredor bípedo, que se asemejaba a un ave corredora actual. El primer fósil de Dromiceiomimus fue encontrado en 1924 y en 1926 fue nombrado Struthiomimus brevetertius como un tercer tipo de género existente Struthiomimus . No fue sino hasta 1972 que la especie recibió su propio nombre de género, cuando pasó a llamarse Dromiceiomimus brevitertius. Al mismo tiempo, se llamó un segunda especie Dromiceiomimus samueli. Se encontraron diferentes esqueletos bastante completos de ambas especies para que los científicos tengan una buena idea de cómo era Dromiceiomimus. Muchos eruditos piensan que Ornithomimus edmontonicus es la misma especie que Dromiceiomimus brevitertius.

## Descripción
Dromiceiomimus medía aproximadamente 3,5 metros de largo, con un peso estimado de 100 y 150 kilogramos. Gregory S. Paul estimó en el 2010 el largo máximo del cuerpo del adulto en 3,8 metros con un peso de 170 kilogramos. Presentaban largas patas traseras, grandes cuencas oculares y un pico desdentado. Comparado con otros miembros de su familia, poseían una disposición diferente de los huesos pélvicos, espalda corta, grandes cuencas oculares y largos brazos delgados. El fémur media 468 milímetros de largo. se cree que fue de sangre caliente y probablemente tenía un plumaje primitivo para mantenerse caliente. 

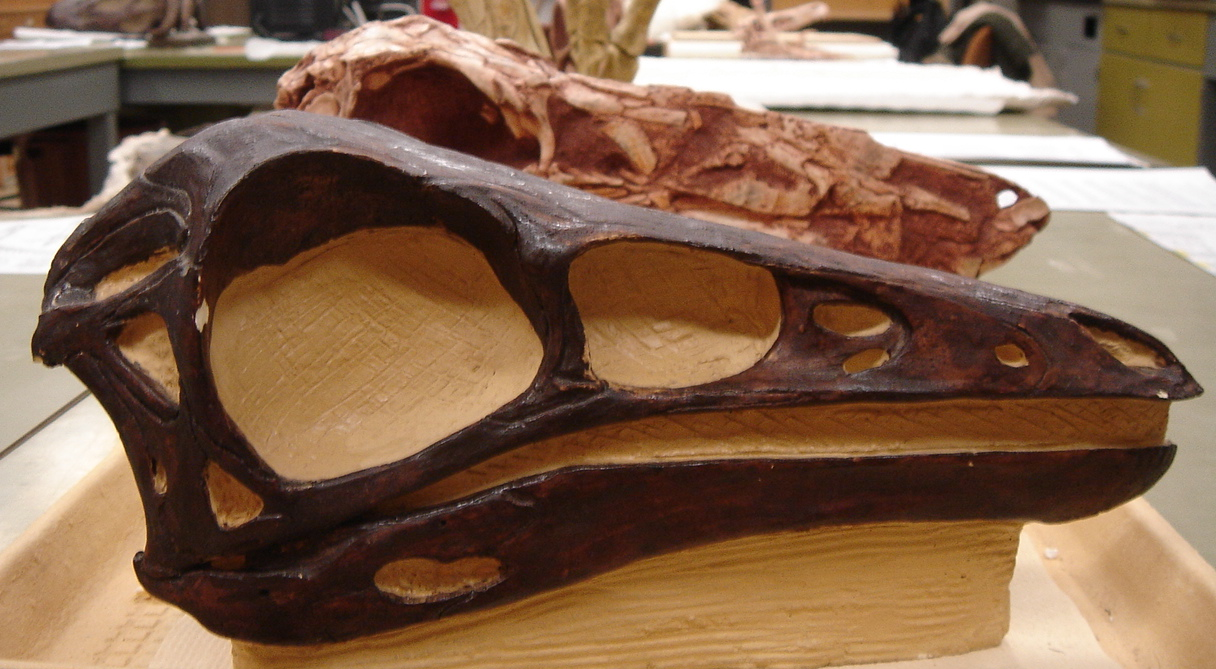
Cráneo de Dromiceiomimus.

Era de constitución ágil, con habilidad para saltar y escapar de mayores depredadores. Era posiblemente omnívoro, basándose en su cabeza relativamente corta y delgada, delicada en comparación con Ornithomimus. El tamaño del cerebro de los ornitomímidos eran grandes para un dinosaurio, pero esto no es necesariamente signo de gran inteligencia, algunos paleontólogos piensan que las grandes porciones del cerebro estaban dedicadas a la coordinación de los movimientos. Su corto torso horizontal estaba equilibrado por una recta cola corta. Tenía un cuello bastante largo que llevaba una pequeña cabeza alargada. No tenía dientes, pero estaba provisto de un pico afilado con el que se podían arrancar mordiscos de plantas nutritivas. Las patas delanteras eran muy largas, con tres finos y largos dedos del mismo largo que llevaban largas garras rectas y podían formar un ángulo recto con el antebrazo. Con estas manos en forma de gancho, las ramas se pueden atrapar y acercar para que la cabeza pueda alcanzar la fruta o las hojas más jugosas. Presumiblemente, Dromiceiomimus comió incluso pequeños animales si tenía la oportunidad y era omnívoro. En los animales adultos, las patas delanteras estaban provistas de largas plumas para el cortejo sexual. Las patas traseras eran muy largas y musculosas. Hicieron a Dromiceiomimus uno de los dinosaurios más rápidos, que podía volar 70 kilómetros por hora para escapar de grandes predadores como Gorgosaurus.

### Anatomía comparada
Para ser válido, un taxón debe distinguirse de los taxones relacionados. Las características que Russell ofreció en 1972 para separar Dromiceiomimus de Ornithomimus edmontonicus resultaron no tener sustento, pero Dromiceiomimus se puede distinguir de Struthiomimus. Russell dio las siguientes características que todavía se consideran válidas y que no han sido reportadas en Ornithomimus aún. La especie tiene un cuello y un dorso bastante cortos, la longitud de la espina antes de la pelvis es menor que la longitud combinada de la pata trasera, incluso sin los dedos de los pies. El ancho de la parte posterior del cuerpo vertebral es menos de la mitad de la longitud del cuerpo vertebral de las quince vértebras anteriores. El punto de transición entre las vértebras de la cola delantera y trasera se encuentra antes de la decimocuarta vértebra. La investigación más reciente agregó las siguientes características. La mandíbula superior tiene un borde inferior relativamente recto. El borde superior de la cuenca del ojo formado por la rama del frontal es bastante recto desde la parte superior. Las vértebras traseras de la cola tienen una parte superior convexa desde la parte posterior. Las protuberancias espinales de las vértebras traseras de la cola no se encuentran en un canal en el arco vertebral. El arco vertebral de las vértebras traseras de la cola es angosto y se encuentra en la parte frontal del cuerpo vertebral. Las garras del pie son angostas en la vista plantar. Las garras del pie tienen un fondo ligeramente hueco. Uno o ambos bordes inferiores de las garras del pie están afilados. Las protrusiones de vértebras anteriores y posteriores de las vértebras posteriores se articulan entre sí en un sistema de surcos y crestas. En el cráneo, la rama frontal del postorbital tiene una segunda protrusión. El cuadrado tiene una rama superior bifurcada. El cuadradoyugal tiene una entrada profunda en la parte posterior para el foramen paracuadrático. El húmero es delgado con un ancho superior que es menor que el quinto que la longitud del hueso.
La diferencia entre D. brevitertius y D. samueli es menos clara. Según Russell, el último tipo tenía un cráneo más pesado y un húmero más largo que el anterior. La primera diferencia puede deberse a la alometría ya que el holotipo de D. samueli es más grande. La segunda diferencia parece ser real, todas las muestras de D. samueli tienen un húmero más largo que el omóplato.
Exceptuando a Ornithomimus edmontonicus que coincide con Dromiceiomimus brevitertius existen diferencias que parecen válidas los puntos de vista actuales con O. velox y O. sedens. Ciertas características únicas de Dromiceiomimus son mencionadas a menudo, como la misma longitud de un segundo hueso metacarpiano y las garras del pie cerca una de la otra, de hecho, se comparten con estas especies. Ciertas propiedades de O. velox, el primer hueso del metatarso tiene un nudillo común en el costado interior del cuerpo que es más delantero que el nudillo común en el exterior, hay un espacio entre el segundo y tercer hueso metatarsiano, el tercer hueso metatarsiano no se coloca en la parte superior de la parte superior del segundo, las garras del pie son relativamente rectas, no ocurren con Dromiceiomimus, ni la mano muy larga de O. sedens. Las especies Ornithomimus reales también se pueden distinguir por origen, se originan a partir de Mastrichtiano tardío, mientras que Dromiceiomimus en el temprano.
En general, Dromiceiomimus tiene una construcción menos elegante que Struthiomimus. Este último tiene un cuerpo aerodinámico con cuello, tronco y cola más largos. Dromiceiomimus tiene una columna vertebral más robusta con una base de cola más pesada y espalda corta. El hecho de que el cuello es bastante corto es particularmente llamativo porque el cráneo se ve más alargado y puntiagudo, aunque la diferencia es sutil. Los brazos y las patas traseras musculosas también son mucho más largos en relación con el tronco.

### Cráneo y mandíbulas
El cráneo de Dromiceiomimus es muy alargado. La línea de la mandíbula superior tiene solo un ligero pliegue hacia arriba y la punta puntiaguda es por lo tanto bastante baja. El perfil superior ligeramente hueco forma así una cabeza totalmente puntiaguda. La mandíbula superior tiene un corte superficial en la superficie lateral en el que hay una pequeña fenestra antorbital en la parte posterior con una parte posterior curva y un frente redondeado. En el borde frontal extremo de la bajada hay una apertura del cráneo mucho más pequeña, una fenestra promenadellis. Un delgado hueso de lágrimal en forma de L separa la fenestra antorbital de una cuenca ocular que tiene la forma de un óvalo con el punto más alto en la parte posterior. El delgado pómulo es bastante recto y aplana la cuenca del ojo desde abajo. En la parte posterior del cráneo está la bifurcación ascendente del cuadratojugal bifurcado e incluye la rama descendente del escamoso. El borde posterior de la rama ascendente tiene una cala profundamente incisada, el borde frontal de una pequeña abertura en el cuadrante que se inclina fuertemente hacia atrás. El cuadrado es delgado y está conectado al escamoso a través de una articulación única. La parte inferior del cerebro muestra una hinchazón abultada o bulla en la base. En la oreja hay un receso posterior tympanicus caudalis y un recessus superior tympanicus dorsalis.
La mandíbula inferior desdentada es alargada y muy delgada. El frente es un poco más alto y tiene curvas un poco más altas que un "mentón" débil. El hecho de que la mandíbula superior y la mandíbula inferior en frente el uno del otro podrían causar una brecha pero unos fósiles de Dromiceiomimus ha conservado restos del pico córneo que se llenó completamente por el pico. Debido a que la articulación de la mandíbula permite un movimiento de desplazamiento de la parte delantera a la trasera, el pico que probablemente se mantuvo afilado por el desgaste podría cortar fácilmente el material de la planta. La fuerza de mordida vertical habrá sido pequeña. La abertura lateral normal en la mandíbula inferior es muy pequeña y plana y no permitirá que la mandíbula inferior salga fuertemente en el centro, una articulación lateral real, por lo tanto, está ausente.

### Esqueleto postcraneal
La columna vertebral de Dromiceiomimus tiene diez vértebras cervicales, trece vértebras, seis vértebras sacras y alrededor de treinta y cinco vértebras de la cola. Las vértebras cervicales tienen un espolón bajo con un hueco frontal en el arco vertebral. Las vértebras cervicales posteriores tienen una pequeña proyección hacia atrás en su diáfisis, protrusiones laterales superiores. Las vértebras son altas, en forma de huso y con proyecciones espinosas más altas. Tienen espirales pleurales en sus lados que terminan en forámenes neumáticos. Las vértebras sacras también tienen cavidades laterales profundas con soportes gruesos pero no están neumatizadas. Las vértebras sacras se han fusionado en un sacro pero sus dientes no forman una placa supraneural continua. Desde la decimocuarta vértebra de la cola, las vértebras se extienden, sus botones de espinas se acortan y sus comillas en forma de bota; las protuberancias de las vértebras delanteras se vuelven más largas y comprenden dos tercios de la longitud del cuerpo vertebral frontal, de modo que la cola se rigidiza.
El cinturón escapular está ligeramente construido. El coracoides tiene una protuberancia para los bíceps que se desborda en una larga cresta horizontal. La fúrcula y el esternón no son conocidos en Dromiceiomimus, en el primer caso, es probable que sea debido a que el elemento delicadamente construido no se encuentra, el esternón, por otro lado, probablemente no osificaba, a excepción de una edad avanzada. El brazo es largo, tanto por un húmero derecho particularmente alargado como por una mano muy larga, especialmente la mano media es una parte notablemente grande. En el antebrazo son cúbito y radio que se encuentran uno contra el otro con los lados fuertemente aplastados. El primer hueso metacarpiano tiene aproximadamente la misma longitud que el segundo, en lugar de ser mucho más corto que con la mayoría de los terópodos. También los tres dedos son casi iguales en longitud y llevan garras largas, bastante rectas. Debido a que el primer metacarpiano se encuentra bastante cerca de la segunda en toda la longitud, el pulgar no se aparta de los otros dedos al doblarse o estirarse. La garra del pulgar tampoco es claramente más curvada que las otras garras de la mano, de modo que esa mano forma un conjunto simétrico que podría haber servido como un gancho con el cual las ramas podrían ser tiradas hacia abajo. La fórmula de las patas de los dedos es 2-3-4-0-0.
En la pelvis, el pedúnculo ilíaco se alarga con un borde superior que es convexo en el medio y un poco hueco en los extremos. La portada es bastante larga para una poderosa musculatura. El hueso púbico es recto y sobresale oblicuamente hacia delante a una gran profundidad, de modo que se forma una cavidad abdominal posterior alta contra el pecho poco profundo. El hueso púbico termina en un amplio "pie" con poderosas protuberancias delanteras y traseras. La pierna del coxis es bastante largo y ligeramente curvado hacia abajo con un extremo redondeado. La pata trasera es muy larga y poderosamente construida con un muslo fuerte. El mediopié es fuertemente elongado y arctometatarsiano, con un tercer hueso metatarsiano tan fuertemente pellizcado en la parte superior que es forzado desde la superficie frontal. Las garras del pie son delgadas con un fondo hueco. No sirven como armas, pero están optimizados para minimizar la adherencia con la superficie de la tierra. El músculo pesado de la pata trasera y la base de la cola, son de longitud considerable en relación con el casco y el pie hagan extendida adicional Dromiceiomimus para convertirse en uno de los dinosaurios más rápidos cuya velocidad máxima, de acuerdo con algunas estimaciones comparándolo con el avestruz podría haber superado los 70 kilómetros por hora.

### Plumaje
Con base en los hallazgos de los parientes fue desde los años noventa se sospecha que Dromiceiomimus poseía plumas primitivas, que consiste en filamentos similares a pelos que cubrían el cuerpo a fin de no perder demasiado calor corporal de los animales de sangre caliente. En 2012, esta hipótesis fue confirmada por evidencia directa, un estudio de Darla Zelenitsky y colegas informaron el descubrimiento de tres especímenes, un infante y dos animales adultos, con huellas de una cubierta corporal. Sorprendentemente, no se trataba solo de filoplumas en el tronco, sino de que un espécimen adulto, TMP 1995.110.0001 encontrado en 1995, parecía tener plumas reales bastante largas en los brazos. Resultó ser un tipo bastante avanzado con el eje central supuestamente complementado con una paleta o barbas. De las bases de unos setenta ejes, los residuos de inserción son visibles en el cúbito, estas piezas inferiores tienen una longitud de hasta cuatro milímetros y un ancho de más de un milímetro. Hacia el final es más paralelo con el brazo. El animal joven y el segundo espécimen adulto están en Drumheller en 2008 y 2009 desenterrado por Frank Hatfield. El animal joven de aproximadamente un año, espécimen TMP 2009.110.0001, tiene cientos de filamentos en el tronco y las extremidades. No representan el material orgánico original, pero se conservan como un fósil ferroso. Son huecos por dentro y lisos, de hasta cinco centímetros de largo y medio milímetro de espesor. Forman una fina capa de dos milímetros de grosor que cuelga en la parte posterior en ángulo recto. En los brazos del animal joven no se encontraron plumas de vuelo, lo que llevó a la sospecha de que plumas tan grandes y reales, a diferencia de las aves, se desarrollaron solo más tarde en la vida, posiblemente con la madurez sexual. Los filamentos de los brazos son un poco más cortos, de quince milímetros de largo. El segundo animal adulto, espécimen TMP 2008.070.0001, tiene filamentos carbonizados en el tronco y el cuello que alcanzan una longitud de hasta cinco centímetros y un ancho de medio milímetro; están huecos por dentro. Dromiceiomimus es, por lo tanto, el más básico entre los "dinosaurios emplumados", donde se encuentran pruebas directas para remigias largas.
En 2016, se describió el espécimen UALVP 52531 de la Formación Dinosaur Park, con el nombre Ornithomimus. Se encontró en 2009. Está muy bien conservado y muestra plumas antes no conocidas, en la cola que son más largas que las del resto del cuerpo, también en la parte posterior, los flancos, el vientre y la parte posterior del fémur filamentos. Sin embargo, la parte inferior de la cola y las piernas inferiores debajo de la mitad del muslo parecen no estar emplumadas, así como la punta de la cola. Esto puede ser una adaptación a un clima cálido: las plumas en la parte superior de la protección contra el sol y las piernas desnudas mejoran el enfriamiento. Las plumas tienen una longitud de 25 a 87 milímetros y un grosor de 0,2 a 0,5 milímetros. Corren paralelos a los contornos del cuerpo como si formaran una capa gruesa. La longitud de las plumas es bastante uniforme. En el medio de la cola, una pluma de plumas, de once centímetros de espesor, parece formar una especie de impulsor vertical. Es de destacar que, por primera vez en un terópodo más derivado que no es un ave se ha conservado un pliegue de la piel, 175 milímetros de largo, que conecta la mitad del muslo con el abdomen. Con las aves actuales, el pliegue es más bajo y se eleva en la rodilla. Los descriptores asumieron que dichos pliegues obstaculizar la libertad de movimiento de la pata trasera, y por lo tanto era una señal de que se colocaba en el muslo de ornithomimidae en una posición de reposo superior, que a su vez sería una transición a la situación de las aves modernas que son muy altos, el muslo y tener un pliegue que conecta la rodilla con el abdomen. Además, se encontraron residuos de cartílago en el trocánter mayor del fémur.

## Descubrimiento e investigación
El primer fósil de Dromiceiomimus fue descubierto en la década de 1920, siendo originalmente llamado Struthiomimus brevitertius y Struthiomimus samueli. En 1972 fue renombrado por como Dromiceiomimus brevitertius, luego de una exhaustiva revisión de los ornitomimosáuridos norteamericanos, que fueron reclasificados en tres géneros distintos, Dromiceiomimus, Ornithomimus y Struthiomimus. Encontrado en Alberta, Canadá, en sedimentos de la Formación Cañón Herradura y Formación Río Judith, de donde se recuperaron restos de ejemplares adultos y juveniles.
En 1924, un equipo de la Universidad de Toronto en Bleriot Ferry, cerca del río Red Deer, encontró los restos de un ornitomímido en Alberta. En 1926 fueron nombrados por William Arthur Parks como una especie de Struthiomimus, Struthiomimus brevetertius. La designación de la especie, del latín brevis, "corto", y tercia, "tercero", se refería a la parte superior extremadamente estrecha del tercer metatarsiano, donde este elemento estaba muy reducido en tamaño. El holotipo es un espécimen ROM 797 , encontrado en formación Horseshoe Canyon de principios de mastrichtiano, alrededor de 69 millones de años. Consiste en un esqueleto parcial sin cráneo. El estrechamiento extremo del tercer metatarsiano  es único entre todos los especímenes de ornitomímidos conocidos y hoy en día se lo considera tal vez una patología o una desviación por una enfermedad, o tal vez debido a la variación individual.
En 1930, Loris Russell renombró la especie a Ornithomimus brevitertius, por lo que se la colocó en un género diferente y la designación de la especie se consideró correcta. En 1933, Charles Mortram Sternberg incluso convirtió formalmente el epíteto en "brevitertius" con el argumento de que era un desliz obvio. Eso resultó no ser correcto porque Parks también siguió usando el anterior "brevetertius". En sí, ese sería el nombre válido, si los nombres según las reglas actuales también se volvieran válidos si hubieran llegado a ser predominantes, y ese es el caso con "brevitertius".
En 1972, Dale Russell revisó el género Ornithomimus y lo dividió. Struthiomimus brevetertius recibió su propio linaje Dromiceiomimus. El nombre del género significa "imitador de Emu" por Dromiceius, el nombre original del Emu que hoy es Dromaius y del latín Mimus, "imitar", en referencia a la similitud de apariencia entre el Dromiceiomimusy aves corredoras. Ese mismismo año Russell convirtió a Struthiomimus samueli (Parks 1928), basado en el espécimen ROM 840, descubierto en 1926 en Steveville como un segundo tipo de Dromiceiomimus, Dromiceiomimus samueli . Este era en ese momento el primer espécimen de ornitomímido con un cráneo completo. Russell también hizo un intento de distribuir todos los fósiles de En 1972, Russell Struthiomimus samueli Parks 1928, basado en el espécimen ROM 840, descubierto en 1926 en Steveville, se erigió como un segundo tipo de Dromiceiomimus, Dromiceiomimus samueli. Este era en ese momento el primer espécimen de ornitomímido con un cráneo completo. Russell hizo un intento en 1972 de distribuir todos los fósiles de ornitomímido conocidos a las especies de su nueva clasificación. En Dromiceiomimus brevitertius señaló a varios especímenes, AMNH 5201, un esqueleto parcial sin un cráneo que ya fue descrito en 1916 por Henry Fairfield Osborn pero asignado a Ornithomimus velox, CMN 12068 y CMN 12069, esqueletos parciales sin cráneo, CMN 12070, un conjunto de patas traseras y CMN 12228, un esqueleto con una calavera. El tipo Struthiomimus ingens de Parks en 1933, basado en los especímenes ROM 852 se sugirió que era idéntica a y por lo tanto un sinónimo más moderno, Dromiceiomimus brevitertius.
Russell llegó a su nueva clasificación a partir del deseo de utilizar un método más exacto que simplemente comparar los diferentes fósiles a simple vista. Es por eso que aplicó el entonces popular método de la morfometría en el que se utilizó el análisis estadístico de dimensiones y proporciones para ver si ciertos especímenes eran similares. Dromiceiosaurio se distinguiría entonces de Ornithomimus por una espalda más corta, antebrazos y manos más largos y delgados, y la forma de la pelvis. Un problema con esto es que se necesitan bastantes especímenes para que los resultados de dicho análisis sean confiables o significativos. Él en realidad no tenía uno. Esto solo se vio como un problema debido a la aparición de otro método más exacto, la cladistica. En este, la afinidad mutua de los especímenes se determina determinando tantas características como sea posible, estén presentes o no, y luego calculando el árbol genealógico que supone el menor número posible de cambios evolutivos. En tal método, son precisamente propiedades discretas que son inequívocamente observables, decisivas, no una coherencia estadística.
En 2004, Peter Makovicky declaró que el apoyo estadístico de Russell era insuficiente para distinguir a Dromiceiomimus brevitertius de Ornithomimus edmontonicus. La supuesta elongación del antebrazo y la forma distinta de la articulación de la cadera fueron el resultado de mediciones defectuosas e interpretaciones de los huesos comprimidos. Para muchas características apareadas en el que se basan uno y otro género, se encontraron especímenes posteriores que mostraban una característica, pero no la otra. Otras características parecen explicarse por variación individual o alometría, el cambio de las proporciones durante el crecimiento. Makovicky por lo tanto incluye a Dromiceiosaurus en Ornithomimus edmontonicus. Sin embargo, olvidó que Struthiomimus brevetertius, el tipo de Dromiceiomimus , tiene prioridad sobre O. edmontonicus. Una fusión dentro de Ornithomimus debería producir una  nueva especie llamada Ornithomimus brevitertius. Además, se ha vuelto cuestionable si esta especie, O. edmontonicus, está directamente relacionada con la especie tipo de Ornithomimus, Ornithomimus velox, la introducción en matrices de datos existentes tiene como resultado que las dos especies no son hermanas. Según los estándares actuales, el nombre válido de la especie es Dromiceiomimus brevitertius. Ornithomimus edmontonicus, Struthiomimus currellii (Parks 1933) y Struthiomimus ingens (Parks 1933) son sinónimos más recientes de esta. Como los  ejemplares asignados a Ornithomimus edmontonicus, son con mucho el mejor material para representar el Ornithomimus  la mayor parte de lo que la literatura  y toda las imágenes formada a partir de ella es, de hecho, Dromiceiomimus.
La fusión de estos taxones significa Dromiceiomimus se conocen por muchos más especímenes, como D. brevitertius aparece CMN 8632, el holotipo completa de O. edmontonicus y ROM 851, el holotipo de Struthiomimus currellii. A D. samueli se le puede asignar además la espécimen AMNH 5394, una garra de pie; RTMP 2005.49.21, una garra de mano; RTMP 80.28.1 y RTMP 2005.9.4, extremos de cola; y CMN 12441, RTMP 93.62.1 y RTMP 95.110.1, esqueletos parciales. Los especímenes se distribuyen principalmente entre D. brevitertius o D. samueli sobre la base del origen, el primero es del Maastrichtiense temprano, alrededor de 69 millones de años, el segundo se conoce de la Formación del Parque de Dinosaurios canadiense de finales de Campaniense, varios millones de años antes. Sin embargo, también se han sugerido pequeñas diferencias en la construcción de ambos.

## Clasificación
Dromiceiomimus fue colocado dentro de Ornithomimidae por Russell. Los análisis incompletos modernos han producido cálculos del lugar exacto en el árbol genealógico, aunque el taxón generalmente aparece allí bajo el nombre de Ornithomimus edmontonicus. La relación con las otras especies de Ornithomimus aún no está del todo clara. No caen dentro Dromiceiomimus en los análisis, pero aparecen más estrechamente relacionados con Struthiomimus o con diferentes formas asiáticas. Dromiceiomimus samueli aún no se ha estudiado por separado. Dado el gran parecido y la mayor edad, podría ser el ancestro directo de Dromiceiomimus brevitertius, aunque eso es difícil de probar.

### Filogenia
|  | †Struthiomimus                                                   |
|  |                                                                  |
|  | \| \| †Anserimimus \| \| \| \| \| \| †Dromiceiomimus \| \| \| \| |
|  |                                                                  |
|  | †Anserimimus                                                     |
|  |                                                                  |
|  | †Dromiceiomimus                                                  |
|  |                                                                  |

|  | †Anserimimus    |
|  |                 |
|  | †Dromiceiomimus |
|  |                 |

|  | †Struthiomimus                                                   |
|  |                                                                  |
|  | \| \| †Anserimimus \| \| \| \| \| \| †Dromiceiomimus \| \| \| \| |
|  |                                                                  |
|  | †Anserimimus                                                     |
|  |                                                                  |
|  | †Dromiceiomimus                                                  |
|  |                                                                  |

|  | †Anserimimus    |
|  |                 |
|  | †Dromiceiomimus |
|  |                 |

|  | †Struthiomimus                                                   |
|  |                                                                  |
|  | \| \| †Anserimimus \| \| \| \| \| \| †Dromiceiomimus \| \| \| \| |
|  |                                                                  |
|  | †Anserimimus                                                     |
|  |                                                                  |
|  | †Dromiceiomimus                                                  |
|  |                                                                  |

|  | †Anserimimus    |
|  |                 |
|  | †Dromiceiomimus |
|  |                 |

|  | †Struthiomimus                                                   |
|  |                                                                  |
|  | \| \| †Anserimimus \| \| \| \| \| \| †Dromiceiomimus \| \| \| \| |
|  |                                                                  |
|  | †Anserimimus                                                     |
|  |                                                                  |
|  | †Dromiceiomimus                                                  |
|  |                                                                  |

|  | †Anserimimus    |
|  |                 |
|  | †Dromiceiomimus |
|  |                 |

|  | †Struthiomimus                                                   |
|  |                                                                  |
|  | \| \| †Anserimimus \| \| \| \| \| \| †Dromiceiomimus \| \| \| \| |
|  |                                                                  |
|  | †Anserimimus                                                     |
|  |                                                                  |
|  | †Dromiceiomimus                                                  |
|  |                                                                  |

|  | †Anserimimus    |
|  |                 |
|  | †Dromiceiomimus |
|  |                 |

|  | †Struthiomimus                                                   |
|  |                                                                  |
|  | \| \| †Anserimimus \| \| \| \| \| \| †Dromiceiomimus \| \| \| \| |
|  |                                                                  |
|  | †Anserimimus                                                     |
|  |                                                                  |
|  | †Dromiceiomimus                                                  |
|  |                                                                  |

|  | †Anserimimus    |
|  |                 |
|  | †Dromiceiomimus |
|  |                 |

|  | †Struthiomimus                                                   |
|  |                                                                  |
|  | \| \| †Anserimimus \| \| \| \| \| \| †Dromiceiomimus \| \| \| \| |
|  |                                                                  |
|  | †Anserimimus                                                     |
|  |                                                                  |
|  | †Dromiceiomimus                                                  |
|  |                                                                  |

|  | †Anserimimus    |
|  |                 |
|  | †Dromiceiomimus |
|  |                 |

|  | †Struthiomimus                                                   |
|  |                                                                  |
|  | \| \| †Anserimimus \| \| \| \| \| \| †Dromiceiomimus \| \| \| \| |
|  |                                                                  |
|  | †Anserimimus                                                     |
|  |                                                                  |
|  | †Dromiceiomimus                                                  |
|  |                                                                  |

|  | †Anserimimus    |
|  |                 |
|  | †Dromiceiomimus |
|  |                 |

|  | †Struthiomimus                                                   |
|  |                                                                  |
|  | \| \| †Anserimimus \| \| \| \| \| \| †Dromiceiomimus \| \| \| \| |
|  |                                                                  |
|  | †Anserimimus                                                     |
|  |                                                                  |
|  | †Dromiceiomimus                                                  |
|  |                                                                  |

|  | †Anserimimus    |
|  |                 |
|  | †Dromiceiomimus |
|  |                 |

|  | †Struthiomimus                                                   |
|  |                                                                  |
|  | \| \| †Anserimimus \| \| \| \| \| \| †Dromiceiomimus \| \| \| \| |
|  |                                                                  |
|  | †Anserimimus                                                     |
|  |                                                                  |
|  | †Dromiceiomimus                                                  |
|  |                                                                  |

|  | †Anserimimus    |
|  |                 |
|  | †Dromiceiomimus |
|  |                 |

|  | †Struthiomimus                                                   |
|  |                                                                  |
|  | \| \| †Anserimimus \| \| \| \| \| \| †Dromiceiomimus \| \| \| \| |
|  |                                                                  |
|  | †Anserimimus                                                     |
|  |                                                                  |
|  | †Dromiceiomimus                                                  |
|  |                                                                  |

|  | †Anserimimus    |
|  |                 |
|  | †Dromiceiomimus |
|  |                 |

|  | †Struthiomimus                                                   |
|  |                                                                  |
|  | \| \| †Anserimimus \| \| \| \| \| \| †Dromiceiomimus \| \| \| \| |
|  |                                                                  |
|  | †Anserimimus                                                     |
|  |                                                                  |
|  | †Dromiceiomimus                                                  |
|  |                                                                  |

|  | †Anserimimus    |
|  |                 |
|  | †Dromiceiomimus |
|  |                 |

|  | †Struthiomimus                                                   |
|  |                                                                  |
|  | \| \| †Anserimimus \| \| \| \| \| \| †Dromiceiomimus \| \| \| \| |
|  |                                                                  |
|  | †Anserimimus                                                     |
|  |                                                                  |
|  | †Dromiceiomimus                                                  |
|  |                                                                  |

|  | †Anserimimus    |
|  |                 |
|  | †Dromiceiomimus |
|  |                 |

|  | †Struthiomimus                                                   |
|  |                                                                  |
|  | \| \| †Anserimimus \| \| \| \| \| \| †Dromiceiomimus \| \| \| \| |
|  |                                                                  |
|  | †Anserimimus                                                     |
|  |                                                                  |
|  | †Dromiceiomimus                                                  |
|  |                                                                  |

|  | †Anserimimus    |
|  |                 |
|  | †Dromiceiomimus |
|  |                 |

|  | †Struthiomimus                                                   |
|  |                                                                  |
|  | \| \| †Anserimimus \| \| \| \| \| \| †Dromiceiomimus \| \| \| \| |
|  |                                                                  |
|  | †Anserimimus                                                     |
|  |                                                                  |
|  | †Dromiceiomimus                                                  |
|  |                                                                  |

|  | †Anserimimus    |
|  |                 |
|  | †Dromiceiomimus |
|  |                 |

|  | †Struthiomimus                                                   |
|  |                                                                  |
|  | \| \| †Anserimimus \| \| \| \| \| \| †Dromiceiomimus \| \| \| \| |
|  |                                                                  |
|  | †Anserimimus                                                     |
|  |                                                                  |
|  | †Dromiceiomimus                                                  |
|  |                                                                  |

|  | †Anserimimus    |
|  |                 |
|  | †Dromiceiomimus |
|  |                 |

|  | †Struthiomimus                                                   |
|  |                                                                  |
|  | \| \| †Anserimimus \| \| \| \| \| \| †Dromiceiomimus \| \| \| \| |
|  |                                                                  |
|  | †Anserimimus                                                     |
|  |                                                                  |
|  | †Dromiceiomimus                                                  |
|  |                                                                  |

|  | †Anserimimus    |
|  |                 |
|  | †Dromiceiomimus |
|  |                 |

|  | †Struthiomimus                                                   |
|  |                                                                  |
|  | \| \| †Anserimimus \| \| \| \| \| \| †Dromiceiomimus \| \| \| \| |
|  |                                                                  |
|  | †Anserimimus                                                     |
|  |                                                                  |
|  | †Dromiceiomimus                                                  |
|  |                                                                  |

|  | †Anserimimus    |
|  |                 |
|  | †Dromiceiomimus |
|  |                 |

|  | †Struthiomimus                                                   |
|  |                                                                  |
|  | \| \| †Anserimimus \| \| \| \| \| \| †Dromiceiomimus \| \| \| \| |
|  |                                                                  |
|  | †Anserimimus                                                     |
|  |                                                                  |
|  | †Dromiceiomimus                                                  |
|  |                                                                  |

|  | †Anserimimus    |
|  |                 |
|  | †Dromiceiomimus |
|  |                 |

|  | †Struthiomimus                                                   |
|  |                                                                  |
|  | \| \| †Anserimimus \| \| \| \| \| \| †Dromiceiomimus \| \| \| \| |
|  |                                                                  |
|  | †Anserimimus                                                     |
|  |                                                                  |
|  | †Dromiceiomimus                                                  |
|  |                                                                  |

|  | †Anserimimus    |
|  |                 |
|  | †Dromiceiomimus |
|  |                 |

|  | †Struthiomimus                                                   |
|  |                                                                  |
|  | \| \| †Anserimimus \| \| \| \| \| \| †Dromiceiomimus \| \| \| \| |
|  |                                                                  |
|  | †Anserimimus                                                     |
|  |                                                                  |
|  | †Dromiceiomimus                                                  |
|  |                                                                  |

|  | †Anserimimus    |
|  |                 |
|  | †Dromiceiomimus |
|  |                 |

|  | †Struthiomimus                                                   |
|  |                                                                  |
|  | \| \| †Anserimimus \| \| \| \| \| \| †Dromiceiomimus \| \| \| \| |
|  |                                                                  |
|  | †Anserimimus                                                     |
|  |                                                                  |
|  | †Dromiceiomimus                                                  |
|  |                                                                  |

|  | †Anserimimus    |
|  |                 |
|  | †Dromiceiomimus |
|  |                 |

|  | †Struthiomimus                                                   |
|  |                                                                  |
|  | \| \| †Anserimimus \| \| \| \| \| \| †Dromiceiomimus \| \| \| \| |
|  |                                                                  |
|  | †Anserimimus                                                     |
|  |                                                                  |
|  | †Dromiceiomimus                                                  |
|  |                                                                  |

|  | †Anserimimus    |
|  |                 |
|  | †Dromiceiomimus |
|  |                 |

|  | †Struthiomimus                                                   |
|  |                                                                  |
|  | \| \| †Anserimimus \| \| \| \| \| \| †Dromiceiomimus \| \| \| \| |
|  |                                                                  |
|  | †Anserimimus                                                     |
|  |                                                                  |
|  | †Dromiceiomimus                                                  |
|  |                                                                  |

|  | †Anserimimus    |
|  |                 |
|  | †Dromiceiomimus |
|  |                 |

|  | †Struthiomimus                                                   |
|  |                                                                  |
|  | \| \| †Anserimimus \| \| \| \| \| \| †Dromiceiomimus \| \| \| \| |
|  |                                                                  |
|  | †Anserimimus                                                     |
|  |                                                                  |
|  | †Dromiceiomimus                                                  |
|  |                                                                  |

|  | †Anserimimus    |
|  |                 |
|  | †Dromiceiomimus |
|  |                 |

|  | †Struthiomimus                                                   |
|  |                                                                  |
|  | \| \| †Anserimimus \| \| \| \| \| \| †Dromiceiomimus \| \| \| \| |
|  |                                                                  |
|  | †Anserimimus                                                     |
|  |                                                                  |
|  | †Dromiceiomimus                                                  |
|  |                                                                  |

|  | †Anserimimus    |
|  |                 |
|  | †Dromiceiomimus |
|  |                 |

|  | †Struthiomimus                                                   |
|  |                                                                  |
|  | \| \| †Anserimimus \| \| \| \| \| \| †Dromiceiomimus \| \| \| \| |
|  |                                                                  |
|  | †Anserimimus                                                     |
|  |                                                                  |
|  | †Dromiceiomimus                                                  |
|  |                                                                  |

|  | †Anserimimus    |
|  |                 |
|  | †Dromiceiomimus |
|  |                 |

|  | †Struthiomimus                                                   |
|  |                                                                  |
|  | \| \| †Anserimimus \| \| \| \| \| \| †Dromiceiomimus \| \| \| \| |
|  |                                                                  |
|  | †Anserimimus                                                     |
|  |                                                                  |
|  | †Dromiceiomimus                                                  |
|  |                                                                  |

|  | †Anserimimus    |
|  |                 |
|  | †Dromiceiomimus |
|  |                 |

|  | †Struthiomimus                                                   |
|  |                                                                  |
|  | \| \| †Anserimimus \| \| \| \| \| \| †Dromiceiomimus \| \| \| \| |
|  |                                                                  |
|  | †Anserimimus                                                     |
|  |                                                                  |
|  | †Dromiceiomimus                                                  |
|  |                                                                  |

|  | †Anserimimus    |
|  |                 |
|  | †Dromiceiomimus |
|  |                 |

|  | †Struthiomimus                                                   |
|  |                                                                  |
|  | \| \| †Anserimimus \| \| \| \| \| \| †Dromiceiomimus \| \| \| \| |
|  |                                                                  |
|  | †Anserimimus                                                     |
|  |                                                                  |
|  | †Dromiceiomimus                                                  |
|  |                                                                  |

|  | †Anserimimus    |
|  |                 |
|  | †Dromiceiomimus |
|  |                 |

|  | †Struthiomimus                                                   |
|  |                                                                  |
|  | \| \| †Anserimimus \| \| \| \| \| \| †Dromiceiomimus \| \| \| \| |
|  |                                                                  |
|  | †Anserimimus                                                     |
|  |                                                                  |
|  | †Dromiceiomimus                                                  |
|  |                                                                  |

|  | †Anserimimus    |
|  |                 |
|  | †Dromiceiomimus |
|  |                 |

|  | †Struthiomimus                                                   |
|  |                                                                  |
|  | \| \| †Anserimimus \| \| \| \| \| \| †Dromiceiomimus \| \| \| \| |
|  |                                                                  |
|  | †Anserimimus                                                     |
|  |                                                                  |
|  | †Dromiceiomimus                                                  |
|  |                                                                  |

|  | †Anserimimus    |
|  |                 |
|  | †Dromiceiomimus |
|  |                 |

|  | †Struthiomimus                                                   |
|  |                                                                  |
|  | \| \| †Anserimimus \| \| \| \| \| \| †Dromiceiomimus \| \| \| \| |
|  |                                                                  |
|  | †Anserimimus                                                     |
|  |                                                                  |
|  | †Dromiceiomimus                                                  |
|  |                                                                  |

|  | †Anserimimus    |
|  |                 |
|  | †Dromiceiomimus |
|  |                 |

|  | †Struthiomimus                                                   |
|  |                                                                  |
|  | \| \| †Anserimimus \| \| \| \| \| \| †Dromiceiomimus \| \| \| \| |
|  |                                                                  |
|  | †Anserimimus                                                     |
|  |                                                                  |
|  | †Dromiceiomimus                                                  |
|  |                                                                  |

|  | †Anserimimus    |
|  |                 |
|  | †Dromiceiomimus |
|  |                 |

|  | †Struthiomimus                                                   |
|  |                                                                  |
|  | \| \| †Anserimimus \| \| \| \| \| \| †Dromiceiomimus \| \| \| \| |
|  |                                                                  |
|  | †Anserimimus                                                     |
|  |                                                                  |
|  | †Dromiceiomimus                                                  |
|  |                                                                  |

|  | †Anserimimus    |
|  |                 |
|  | †Dromiceiomimus |
|  |                 |

|  | †Struthiomimus                                                   |
|  |                                                                  |
|  | \| \| †Anserimimus \| \| \| \| \| \| †Dromiceiomimus \| \| \| \| |
|  |                                                                  |
|  | †Anserimimus                                                     |
|  |                                                                  |
|  | †Dromiceiomimus                                                  |
|  |                                                                  |

|  | †Anserimimus    |
|  |                 |
|  | †Dromiceiomimus |
|  |                 |

|  | †Struthiomimus                                                   |
|  |                                                                  |
|  | \| \| †Anserimimus \| \| \| \| \| \| †Dromiceiomimus \| \| \| \| |
|  |                                                                  |
|  | †Anserimimus                                                     |
|  |                                                                  |
|  | †Dromiceiomimus                                                  |
|  |                                                                  |

|  | †Anserimimus    |
|  |                 |
|  | †Dromiceiomimus |
|  |                 |

|  | †Struthiomimus                                                   |
|  |                                                                  |
|  | \| \| †Anserimimus \| \| \| \| \| \| †Dromiceiomimus \| \| \| \| |
|  |                                                                  |
|  | †Anserimimus                                                     |
|  |                                                                  |
|  | †Dromiceiomimus                                                  |
|  |                                                                  |

|  | †Anserimimus    |
|  |                 |
|  | †Dromiceiomimus |
|  |                 |

|  | †Struthiomimus                                                   |
|  |                                                                  |
|  | \| \| †Anserimimus \| \| \| \| \| \| †Dromiceiomimus \| \| \| \| |
|  |                                                                  |
|  | †Anserimimus                                                     |
|  |                                                                  |
|  | †Dromiceiomimus                                                  |
|  |                                                                  |

|  | †Anserimimus    |
|  |                 |
|  | †Dromiceiomimus |
|  |                 |

|  | †Struthiomimus                                                   |
|  |                                                                  |
|  | \| \| †Anserimimus \| \| \| \| \| \| †Dromiceiomimus \| \| \| \| |
|  |                                                                  |
|  | †Anserimimus                                                     |
|  |                                                                  |
|  | †Dromiceiomimus                                                  |
|  |                                                                  |

|  | †Anserimimus    |
|  |                 |
|  | †Dromiceiomimus |
|  |                 |

|  | †Struthiomimus                                                   |
|  |                                                                  |
|  | \| \| †Anserimimus \| \| \| \| \| \| †Dromiceiomimus \| \| \| \| |
|  |                                                                  |
|  | †Anserimimus                                                     |
|  |                                                                  |
|  | †Dromiceiomimus                                                  |
|  |                                                                  |

|  | †Anserimimus    |
|  |                 |
|  | †Dromiceiomimus |
|  |                 |

|  | †Struthiomimus                                                   |
|  |                                                                  |
|  | \| \| †Anserimimus \| \| \| \| \| \| †Dromiceiomimus \| \| \| \| |
|  |                                                                  |
|  | †Anserimimus                                                     |
|  |                                                                  |
|  | †Dromiceiomimus                                                  |
|  |                                                                  |

|  | †Anserimimus    |
|  |                 |
|  | †Dromiceiomimus |
|  |                 |

|  | †Struthiomimus                                                   |
|  |                                                                  |
|  | \| \| †Anserimimus \| \| \| \| \| \| †Dromiceiomimus \| \| \| \| |
|  |                                                                  |
|  | †Anserimimus                                                     |
|  |                                                                  |
|  | †Dromiceiomimus                                                  |
|  |                                                                  |

|  | †Anserimimus    |
|  |                 |
|  | †Dromiceiomimus |
|  |                 |

|  | †Struthiomimus                                                   |
|  |                                                                  |
|  | \| \| †Anserimimus \| \| \| \| \| \| †Dromiceiomimus \| \| \| \| |
|  |                                                                  |
|  | †Anserimimus                                                     |
|  |                                                                  |
|  | †Dromiceiomimus                                                  |
|  |                                                                  |

|  | †Anserimimus    |
|  |                 |
|  | †Dromiceiomimus |
|  |                 |

|  | †Struthiomimus                                                   |
|  |                                                                  |
|  | \| \| †Anserimimus \| \| \| \| \| \| †Dromiceiomimus \| \| \| \| |
|  |                                                                  |
|  | †Anserimimus                                                     |
|  |                                                                  |
|  | †Dromiceiomimus                                                  |
|  |                                                                  |

|  | †Anserimimus    |
|  |                 |
|  | †Dromiceiomimus |
|  |                 |

|  | †Struthiomimus                                                   |
|  |                                                                  |
|  | \| \| †Anserimimus \| \| \| \| \| \| †Dromiceiomimus \| \| \| \| |
|  |                                                                  |
|  | †Anserimimus                                                     |
|  |                                                                  |
|  | †Dromiceiomimus                                                  |
|  |                                                                  |

|  | †Anserimimus    |
|  |                 |
|  | †Dromiceiomimus |
|  |                 |

|  | †Struthiomimus                                                   |
|  |                                                                  |
|  | \| \| †Anserimimus \| \| \| \| \| \| †Dromiceiomimus \| \| \| \| |
|  |                                                                  |
|  | †Anserimimus                                                     |
|  |                                                                  |
|  | †Dromiceiomimus                                                  |
|  |                                                                  |

|  | †Anserimimus    |
|  |                 |
|  | †Dromiceiomimus |
|  |                 |

|  | †Struthiomimus                                                   |
|  |                                                                  |
|  | \| \| †Anserimimus \| \| \| \| \| \| †Dromiceiomimus \| \| \| \| |
|  |                                                                  |
|  | †Anserimimus                                                     |
|  |                                                                  |
|  | †Dromiceiomimus                                                  |
|  |                                                                  |

|  | †Anserimimus    |
|  |                 |
|  | †Dromiceiomimus |
|  |                 |

|  | †Struthiomimus                                                   |
|  |                                                                  |
|  | \| \| †Anserimimus \| \| \| \| \| \| †Dromiceiomimus \| \| \| \| |
|  |                                                                  |
|  | †Anserimimus                                                     |
|  |                                                                  |
|  | †Dromiceiomimus                                                  |
|  |                                                                  |

|  | †Anserimimus    |
|  |                 |
|  | †Dromiceiomimus |
|  |                 |

|  | †Struthiomimus                                                   |
|  |                                                                  |
|  | \| \| †Anserimimus \| \| \| \| \| \| †Dromiceiomimus \| \| \| \| |
|  |                                                                  |
|  | †Anserimimus                                                     |
|  |                                                                  |
|  | †Dromiceiomimus                                                  |
|  |                                                                  |

|  | †Anserimimus    |
|  |                 |
|  | †Dromiceiomimus |
|  |                 |

|  | †Struthiomimus                                                   |
|  |                                                                  |
|  | \| \| †Anserimimus \| \| \| \| \| \| †Dromiceiomimus \| \| \| \| |
|  |                                                                  |
|  | †Anserimimus                                                     |
|  |                                                                  |
|  | †Dromiceiomimus                                                  |
|  |                                                                  |

|  | †Anserimimus    |
|  |                 |
|  | †Dromiceiomimus |
|  |                 |

|  | †Struthiomimus                                                   |
|  |                                                                  |
|  | \| \| †Anserimimus \| \| \| \| \| \| †Dromiceiomimus \| \| \| \| |
|  |                                                                  |
|  | †Anserimimus                                                     |
|  |                                                                  |
|  | †Dromiceiomimus                                                  |
|  |                                                                  |

|  | †Anserimimus    |
|  |                 |
|  | †Dromiceiomimus |
|  |                 |

|  | †Struthiomimus                                                   |
|  |                                                                  |
|  | \| \| †Anserimimus \| \| \| \| \| \| †Dromiceiomimus \| \| \| \| |
|  |                                                                  |
|  | †Anserimimus                                                     |
|  |                                                                  |
|  | †Dromiceiomimus                                                  |
|  |                                                                  |

|  | †Anserimimus    |
|  |                 |
|  | †Dromiceiomimus |
|  |                 |

|  | †Struthiomimus                                                   |
|  |                                                                  |
|  | \| \| †Anserimimus \| \| \| \| \| \| †Dromiceiomimus \| \| \| \| |
|  |                                                                  |
|  | †Anserimimus                                                     |
|  |                                                                  |
|  | †Dromiceiomimus                                                  |
|  |                                                                  |

|  | †Anserimimus    |
|  |                 |
|  | †Dromiceiomimus |
|  |                 |

|  | †Struthiomimus                                                   |
|  |                                                                  |
|  | \| \| †Anserimimus \| \| \| \| \| \| †Dromiceiomimus \| \| \| \| |
|  |                                                                  |
|  | †Anserimimus                                                     |
|  |                                                                  |
|  | †Dromiceiomimus                                                  |
|  |                                                                  |

|  | †Anserimimus    |
|  |                 |
|  | †Dromiceiomimus |
|  |                 |

|  | †Struthiomimus                                                   |
|  |                                                                  |
|  | \| \| †Anserimimus \| \| \| \| \| \| †Dromiceiomimus \| \| \| \| |
|  |                                                                  |
|  | †Anserimimus                                                     |
|  |                                                                  |
|  | †Dromiceiomimus                                                  |
|  |                                                                  |

|  | †Anserimimus    |
|  |                 |
|  | †Dromiceiomimus |
|  |                 |

|  | †Struthiomimus                                                   |
|  |                                                                  |
|  | \| \| †Anserimimus \| \| \| \| \| \| †Dromiceiomimus \| \| \| \| |
|  |                                                                  |
|  | †Anserimimus                                                     |
|  |                                                                  |
|  | †Dromiceiomimus                                                  |
|  |                                                                  |

|  | †Anserimimus    |
|  |                 |
|  | †Dromiceiomimus |
|  |                 |

|  | †Struthiomimus                                                   |
|  |                                                                  |
|  | \| \| †Anserimimus \| \| \| \| \| \| †Dromiceiomimus \| \| \| \| |
|  |                                                                  |
|  | †Anserimimus                                                     |
|  |                                                                  |
|  | †Dromiceiomimus                                                  |
|  |                                                                  |

|  | †Anserimimus    |
|  |                 |
|  | †Dromiceiomimus |
|  |                 |

|  | †Struthiomimus                                                   |
|  |                                                                  |
|  | \| \| †Anserimimus \| \| \| \| \| \| †Dromiceiomimus \| \| \| \| |
|  |                                                                  |
|  | †Anserimimus                                                     |
|  |                                                                  |
|  | †Dromiceiomimus                                                  |
|  |                                                                  |

|  | †Anserimimus    |
|  |                 |
|  | †Dromiceiomimus |
|  |                 |

|  | †Struthiomimus                                                   |
|  |                                                                  |
|  | \| \| †Anserimimus \| \| \| \| \| \| †Dromiceiomimus \| \| \| \| |
|  |                                                                  |
|  | †Anserimimus                                                     |
|  |                                                                  |
|  | †Dromiceiomimus                                                  |
|  |                                                                  |

|  | †Anserimimus    |
|  |                 |
|  | †Dromiceiomimus |
|  |                 |

|  | †Struthiomimus                                                   |
|  |                                                                  |
|  | \| \| †Anserimimus \| \| \| \| \| \| †Dromiceiomimus \| \| \| \| |
|  |                                                                  |
|  | †Anserimimus                                                     |
|  |                                                                  |
|  | †Dromiceiomimus                                                  |
|  |                                                                  |

|  | †Anserimimus    |
|  |                 |
|  | †Dromiceiomimus |
|  |                 |

|  | †Struthiomimus                                                   |
|  |                                                                  |
|  | \| \| †Anserimimus \| \| \| \| \| \| †Dromiceiomimus \| \| \| \| |
|  |                                                                  |
|  | †Anserimimus                                                     |
|  |                                                                  |
|  | †Dromiceiomimus                                                  |
|  |                                                                  |

|  | †Anserimimus    |
|  |                 |
|  | †Dromiceiomimus |
|  |                 |

|  | †Struthiomimus                                                   |
|  |                                                                  |
|  | \| \| †Anserimimus \| \| \| \| \| \| †Dromiceiomimus \| \| \| \| |
|  |                                                                  |
|  | †Anserimimus                                                     |
|  |                                                                  |
|  | †Dromiceiomimus                                                  |
|  |                                                                  |

|  | †Anserimimus    |
|  |                 |
|  | †Dromiceiomimus |
|  |                 |

|  | †Struthiomimus                                                   |
|  |                                                                  |
|  | \| \| †Anserimimus \| \| \| \| \| \| †Dromiceiomimus \| \| \| \| |
|  |                                                                  |
|  | †Anserimimus                                                     |
|  |                                                                  |
|  | †Dromiceiomimus                                                  |
|  |                                                                  |

|  | †Anserimimus    |
|  |                 |
|  | †Dromiceiomimus |
|  |                 |

|  | †Struthiomimus                                                   |
|  |                                                                  |
|  | \| \| †Anserimimus \| \| \| \| \| \| †Dromiceiomimus \| \| \| \| |
|  |                                                                  |
|  | †Anserimimus                                                     |
|  |                                                                  |
|  | †Dromiceiomimus                                                  |
|  |                                                                  |

|  | †Anserimimus    |
|  |                 |
|  | †Dromiceiomimus |
|  |                 |

|  | †Struthiomimus                                                   |
|  |                                                                  |
|  | \| \| †Anserimimus \| \| \| \| \| \| †Dromiceiomimus \| \| \| \| |
|  |                                                                  |
|  | †Anserimimus                                                     |
|  |                                                                  |
|  | †Dromiceiomimus                                                  |
|  |                                                                  |

|  | †Anserimimus    |
|  |                 |
|  | †Dromiceiomimus |
|  |                 |

|  | †Struthiomimus                                                   |
|  |                                                                  |
|  | \| \| †Anserimimus \| \| \| \| \| \| †Dromiceiomimus \| \| \| \| |
|  |                                                                  |
|  | †Anserimimus                                                     |
|  |                                                                  |
|  | †Dromiceiomimus                                                  |
|  |                                                                  |

|  | †Anserimimus    |
|  |                 |
|  | †Dromiceiomimus |
|  |                 |

|  | †Struthiomimus                                                   |
|  |                                                                  |
|  | \| \| †Anserimimus \| \| \| \| \| \| †Dromiceiomimus \| \| \| \| |
|  |                                                                  |
|  | †Anserimimus                                                     |
|  |                                                                  |
|  | †Dromiceiomimus                                                  |
|  |                                                                  |

|  | †Anserimimus    |
|  |                 |
|  | †Dromiceiomimus |
|  |                 |

|  | †Struthiomimus                                                   |
|  |                                                                  |
|  | \| \| †Anserimimus \| \| \| \| \| \| †Dromiceiomimus \| \| \| \| |
|  |                                                                  |
|  | †Anserimimus                                                     |
|  |                                                                  |
|  | †Dromiceiomimus                                                  |
|  |                                                                  |

|  | †Anserimimus    |
|  |                 |
|  | †Dromiceiomimus |
|  |                 |

|  | †Struthiomimus                                                   |
|  |                                                                  |
|  | \| \| †Anserimimus \| \| \| \| \| \| †Dromiceiomimus \| \| \| \| |
|  |                                                                  |
|  | †Anserimimus                                                     |
|  |                                                                  |
|  | †Dromiceiomimus                                                  |
|  |                                                                  |

|  | †Anserimimus    |
|  |                 |
|  | †Dromiceiomimus |
|  |                 |

|  | †Struthiomimus                                                   |
|  |                                                                  |
|  | \| \| †Anserimimus \| \| \| \| \| \| †Dromiceiomimus \| \| \| \| |
|  |                                                                  |
|  | †Anserimimus                                                     |
|  |                                                                  |
|  | †Dromiceiomimus                                                  |
|  |                                                                  |

|  | †Anserimimus    |
|  |                 |
|  | †Dromiceiomimus |
|  |                 |

|  | †Struthiomimus                                                   |
|  |                                                                  |
|  | \| \| †Anserimimus \| \| \| \| \| \| †Dromiceiomimus \| \| \| \| |
|  |                                                                  |
|  | †Anserimimus                                                     |
|  |                                                                  |
|  | †Dromiceiomimus                                                  |
|  |                                                                  |

|  | †Anserimimus    |
|  |                 |
|  | †Dromiceiomimus |
|  |                 |

|  | †Struthiomimus                                                   |
|  |                                                                  |
|  | \| \| †Anserimimus \| \| \| \| \| \| †Dromiceiomimus \| \| \| \| |
|  |                                                                  |
|  | †Anserimimus                                                     |
|  |                                                                  |
|  | †Dromiceiomimus                                                  |
|  |                                                                  |

|  | †Anserimimus    |
|  |                 |
|  | †Dromiceiomimus |
|  |                 |

|  | †Struthiomimus                                                   |
|  |                                                                  |
|  | \| \| †Anserimimus \| \| \| \| \| \| †Dromiceiomimus \| \| \| \| |
|  |                                                                  |
|  | †Anserimimus                                                     |
|  |                                                                  |
|  | †Dromiceiomimus                                                  |
|  |                                                                  |

|  | †Anserimimus    |
|  |                 |
|  | †Dromiceiomimus |
|  |                 |

|  | †Struthiomimus                                                   |
|  |                                                                  |
|  | \| \| †Anserimimus \| \| \| \| \| \| †Dromiceiomimus \| \| \| \| |
|  |                                                                  |
|  | †Anserimimus                                                     |
|  |                                                                  |
|  | †Dromiceiomimus                                                  |
|  |                                                                  |

|  | †Anserimimus    |
|  |                 |
|  | †Dromiceiomimus |
|  |                 |

|  | †Struthiomimus                                                   |
|  |                                                                  |
|  | \| \| †Anserimimus \| \| \| \| \| \| †Dromiceiomimus \| \| \| \| |
|  |                                                                  |
|  | †Anserimimus                                                     |
|  |                                                                  |
|  | †Dromiceiomimus                                                  |
|  |                                                                  |

|  | †Anserimimus    |
|  |                 |
|  | †Dromiceiomimus |
|  |                 |

|  | †Struthiomimus                                                   |
|  |                                                                  |
|  | \| \| †Anserimimus \| \| \| \| \| \| †Dromiceiomimus \| \| \| \| |
|  |                                                                  |
|  | †Anserimimus                                                     |
|  |                                                                  |
|  | †Dromiceiomimus                                                  |
|  |                                                                  |

|  | †Anserimimus    |
|  |                 |
|  | †Dromiceiomimus |
|  |                 |

|  | †Struthiomimus                                                   |
|  |                                                                  |
|  | \| \| †Anserimimus \| \| \| \| \| \| †Dromiceiomimus \| \| \| \| |
|  |                                                                  |
|  | †Anserimimus                                                     |
|  |                                                                  |
|  | †Dromiceiomimus                                                  |
|  |                                                                  |

|  | †Anserimimus    |
|  |                 |
|  | †Dromiceiomimus |
|  |                 |

|  | †Struthiomimus                                                   |
|  |                                                                  |
|  | \| \| †Anserimimus \| \| \| \| \| \| †Dromiceiomimus \| \| \| \| |
|  |                                                                  |
|  | †Anserimimus                                                     |
|  |                                                                  |
|  | †Dromiceiomimus                                                  |
|  |                                                                  |

|  | †Anserimimus    |
|  |                 |
|  | †Dromiceiomimus |
|  |                 |

|  | †Struthiomimus                                                   |
|  |                                                                  |
|  | \| \| †Anserimimus \| \| \| \| \| \| †Dromiceiomimus \| \| \| \| |
|  |                                                                  |
|  | †Anserimimus                                                     |
|  |                                                                  |
|  | †Dromiceiomimus                                                  |
|  |                                                                  |

|  | †Anserimimus    |
|  |                 |
|  | †Dromiceiomimus |
|  |                 |

|  | †Struthiomimus                                                   |
|  |                                                                  |
|  | \| \| †Anserimimus \| \| \| \| \| \| †Dromiceiomimus \| \| \| \| |
|  |                                                                  |
|  | †Anserimimus                                                     |
|  |                                                                  |
|  | †Dromiceiomimus                                                  |
|  |                                                                  |

|  | †Anserimimus    |
|  |                 |
|  | †Dromiceiomimus |
|  |                 |

|  | †Struthiomimus                                                   |
|  |                                                                  |
|  | \| \| †Anserimimus \| \| \| \| \| \| †Dromiceiomimus \| \| \| \| |
|  |                                                                  |
|  | †Anserimimus                                                     |
|  |                                                                  |
|  | †Dromiceiomimus                                                  |
|  |                                                                  |

|  | †Anserimimus    |
|  |                 |
|  | †Dromiceiomimus |
|  |                 |

|  | †Struthiomimus                                                   |
|  |                                                                  |
|  | \| \| †Anserimimus \| \| \| \| \| \| †Dromiceiomimus \| \| \| \| |
|  |                                                                  |
|  | †Anserimimus                                                     |
|  |                                                                  |
|  | †Dromiceiomimus                                                  |
|  |                                                                  |

|  | †Anserimimus    |
|  |                 |
|  | †Dromiceiomimus |
|  |                 |

|  | †Struthiomimus                                                   |
|  |                                                                  |
|  | \| \| †Anserimimus \| \| \| \| \| \| †Dromiceiomimus \| \| \| \| |
|  |                                                                  |
|  | †Anserimimus                                                     |
|  |                                                                  |
|  | †Dromiceiomimus                                                  |
|  |                                                                  |

|  | †Anserimimus    |
|  |                 |
|  | †Dromiceiomimus |
|  |                 |

|  | †Struthiomimus                                                   |
|  |                                                                  |
|  | \| \| †Anserimimus \| \| \| \| \| \| †Dromiceiomimus \| \| \| \| |
|  |                                                                  |
|  | †Anserimimus                                                     |
|  |                                                                  |
|  | †Dromiceiomimus                                                  |
|  |                                                                  |

|  | †Anserimimus    |
|  |                 |
|  | †Dromiceiomimus |
|  |                 |

|  | †Struthiomimus                                                   |
|  |                                                                  |
|  | \| \| †Anserimimus \| \| \| \| \| \| †Dromiceiomimus \| \| \| \| |
|  |                                                                  |
|  | †Anserimimus                                                     |
|  |                                                                  |
|  | †Dromiceiomimus                                                  |
|  |                                                                  |

|  | †Anserimimus    |
|  |                 |
|  | †Dromiceiomimus |
|  |                 |

|  | †Struthiomimus                                                   |
|  |                                                                  |
|  | \| \| †Anserimimus \| \| \| \| \| \| †Dromiceiomimus \| \| \| \| |
|  |                                                                  |
|  | †Anserimimus                                                     |
|  |                                                                  |
|  | †Dromiceiomimus                                                  |
|  |                                                                  |

|  | †Anserimimus    |
|  |                 |
|  | †Dromiceiomimus |
|  |                 |

|  | †Struthiomimus                                                   |
|  |                                                                  |
|  | \| \| †Anserimimus \| \| \| \| \| \| †Dromiceiomimus \| \| \| \| |
|  |                                                                  |
|  | †Anserimimus                                                     |
|  |                                                                  |
|  | †Dromiceiomimus                                                  |
|  |                                                                  |

|  | †Anserimimus    |
|  |                 |
|  | †Dromiceiomimus |
|  |                 |

|  | †Struthiomimus                                                   |
|  |                                                                  |
|  | \| \| †Anserimimus \| \| \| \| \| \| †Dromiceiomimus \| \| \| \| |
|  |                                                                  |
|  | †Anserimimus                                                     |
|  |                                                                  |
|  | †Dromiceiomimus                                                  |
|  |                                                                  |

|  | †Anserimimus    |
|  |                 |
|  | †Dromiceiomimus |
|  |                 |

|  | †Struthiomimus                                                   |
|  |                                                                  |
|  | \| \| †Anserimimus \| \| \| \| \| \| †Dromiceiomimus \| \| \| \| |
|  |                                                                  |
|  | †Anserimimus                                                     |
|  |                                                                  |
|  | †Dromiceiomimus                                                  |
|  |                                                                  |

|  | †Anserimimus    |
|  |                 |
|  | †Dromiceiomimus |
|  |                 |

|  | †Struthiomimus                                                   |
|  |                                                                  |
|  | \| \| †Anserimimus \| \| \| \| \| \| †Dromiceiomimus \| \| \| \| |
|  |                                                                  |
|  | †Anserimimus                                                     |
|  |                                                                  |
|  | †Dromiceiomimus                                                  |
|  |                                                                  |

|  | †Anserimimus    |
|  |                 |
|  | †Dromiceiomimus |
|  |                 |

|  | †Struthiomimus                                                   |
|  |                                                                  |
|  | \| \| †Anserimimus \| \| \| \| \| \| †Dromiceiomimus \| \| \| \| |
|  |                                                                  |
|  | †Anserimimus                                                     |
|  |                                                                  |
|  | †Dromiceiomimus                                                  |
|  |                                                                  |

|  | †Anserimimus    |
|  |                 |
|  | †Dromiceiomimus |
|  |                 |

|  | †Struthiomimus                                                   |
|  |                                                                  |
|  | \| \| †Anserimimus \| \| \| \| \| \| †Dromiceiomimus \| \| \| \| |
|  |                                                                  |
|  | †Anserimimus                                                     |
|  |                                                                  |
|  | †Dromiceiomimus                                                  |
|  |                                                                  |

|  | †Anserimimus    |
|  |                 |
|  | †Dromiceiomimus |
|  |                 |

|  | †Struthiomimus                                                   |
|  |                                                                  |
|  | \| \| †Anserimimus \| \| \| \| \| \| †Dromiceiomimus \| \| \| \| |
|  |                                                                  |
|  | †Anserimimus                                                     |
|  |                                                                  |
|  | †Dromiceiomimus                                                  |
|  |                                                                  |

|  | †Anserimimus    |
|  |                 |
|  | †Dromiceiomimus |
|  |                 |

|  | †Struthiomimus                                                   |
|  |                                                                  |
|  | \| \| †Anserimimus \| \| \| \| \| \| †Dromiceiomimus \| \| \| \| |
|  |                                                                  |
|  | †Anserimimus                                                     |
|  |                                                                  |
|  | †Dromiceiomimus                                                  |
|  |                                                                  |

|  | †Anserimimus    |
|  |                 |
|  | †Dromiceiomimus |
|  |                 |

|  | †Struthiomimus                                                   |
|  |                                                                  |
|  | \| \| †Anserimimus \| \| \| \| \| \| †Dromiceiomimus \| \| \| \| |
|  |                                                                  |
|  | †Anserimimus                                                     |
|  |                                                                  |
|  | †Dromiceiomimus                                                  |
|  |                                                                  |

|  | †Anserimimus    |
|  |                 |
|  | †Dromiceiomimus |
|  |                 |

|  | †Struthiomimus                                                   |
|  |                                                                  |
|  | \| \| †Anserimimus \| \| \| \| \| \| †Dromiceiomimus \| \| \| \| |
|  |                                                                  |
|  | †Anserimimus                                                     |
|  |                                                                  |
|  | †Dromiceiomimus                                                  |
|  |                                                                  |

|  | †Anserimimus    |
|  |                 |
|  | †Dromiceiomimus |
|  |                 |

|  | †Struthiomimus                                                   |
|  |                                                                  |
|  | \| \| †Anserimimus \| \| \| \| \| \| †Dromiceiomimus \| \| \| \| |
|  |                                                                  |
|  | †Anserimimus                                                     |
|  |                                                                  |
|  | †Dromiceiomimus                                                  |
|  |                                                                  |

|  | †Anserimimus    |
|  |                 |
|  | †Dromiceiomimus |
|  |                 |

|  | †Struthiomimus                                                   |
|  |                                                                  |
|  | \| \| †Anserimimus \| \| \| \| \| \| †Dromiceiomimus \| \| \| \| |
|  |                                                                  |
|  | †Anserimimus                                                     |
|  |                                                                  |
|  | †Dromiceiomimus                                                  |
|  |                                                                  |

|  | †Anserimimus    |
|  |                 |
|  | †Dromiceiomimus |
|  |                 |

|  | †Struthiomimus                                                   |
|  |                                                                  |
|  | \| \| †Anserimimus \| \| \| \| \| \| †Dromiceiomimus \| \| \| \| |
|  |                                                                  |
|  | †Anserimimus                                                     |
|  |                                                                  |
|  | †Dromiceiomimus                                                  |
|  |                                                                  |

|  | †Anserimimus    |
|  |                 |
|  | †Dromiceiomimus |
|  |                 |

|  | †Struthiomimus                                                   |
|  |                                                                  |
|  | \| \| †Anserimimus \| \| \| \| \| \| †Dromiceiomimus \| \| \| \| |
|  |                                                                  |
|  | †Anserimimus                                                     |
|  |                                                                  |
|  | †Dromiceiomimus                                                  |
|  |                                                                  |

|  | †Anserimimus    |
|  |                 |
|  | †Dromiceiomimus |
|  |                 |

|  | †Struthiomimus                                                   |
|  |                                                                  |
|  | \| \| †Anserimimus \| \| \| \| \| \| †Dromiceiomimus \| \| \| \| |
|  |                                                                  |
|  | †Anserimimus                                                     |
|  |                                                                  |
|  | †Dromiceiomimus                                                  |
|  |                                                                  |

|  | †Anserimimus    |
|  |                 |
|  | †Dromiceiomimus |
|  |                 |

|  | †Struthiomimus                                                   |
|  |                                                                  |
|  | \| \| †Anserimimus \| \| \| \| \| \| †Dromiceiomimus \| \| \| \| |
|  |                                                                  |
|  | †Anserimimus                                                     |
|  |                                                                  |
|  | †Dromiceiomimus                                                  |
|  |                                                                  |

|  | †Anserimimus    |
|  |                 |
|  | †Dromiceiomimus |
|  |                 |

|  | †Struthiomimus                                                   |
|  |                                                                  |
|  | \| \| †Anserimimus \| \| \| \| \| \| †Dromiceiomimus \| \| \| \| |
|  |                                                                  |
|  | †Anserimimus                                                     |
|  |                                                                  |
|  | †Dromiceiomimus                                                  |
|  |                                                                  |

|  | †Anserimimus    |
|  |                 |
|  | †Dromiceiomimus |
|  |                 |

|  | †Struthiomimus                                                   |
|  |                                                                  |
|  | \| \| †Anserimimus \| \| \| \| \| \| †Dromiceiomimus \| \| \| \| |
|  |                                                                  |
|  | †Anserimimus                                                     |
|  |                                                                  |
|  | †Dromiceiomimus                                                  |
|  |                                                                  |

|  | †Anserimimus    |
|  |                 |
|  | †Dromiceiomimus |
|  |                 |

|  | †Struthiomimus                                                   |
|  |                                                                  |
|  | \| \| †Anserimimus \| \| \| \| \| \| †Dromiceiomimus \| \| \| \| |
|  |                                                                  |
|  | †Anserimimus                                                     |
|  |                                                                  |
|  | †Dromiceiomimus                                                  |
|  |                                                                  |

|  | †Anserimimus    |
|  |                 |
|  | †Dromiceiomimus |
|  |                 |

|  | †Struthiomimus                                                   |
|  |                                                                  |
|  | \| \| †Anserimimus \| \| \| \| \| \| †Dromiceiomimus \| \| \| \| |
|  |                                                                  |
|  | †Anserimimus                                                     |
|  |                                                                  |
|  | †Dromiceiomimus                                                  |
|  |                                                                  |

|  | †Anserimimus    |
|  |                 |
|  | †Dromiceiomimus |
|  |                 |

|  | †Struthiomimus                                                   |
|  |                                                                  |
|  | \| \| †Anserimimus \| \| \| \| \| \| †Dromiceiomimus \| \| \| \| |
|  |                                                                  |
|  | †Anserimimus                                                     |
|  |                                                                  |
|  | †Dromiceiomimus                                                  |
|  |                                                                  |

|  | †Anserimimus    |
|  |                 |
|  | †Dromiceiomimus |
|  |                 |

|  | †Struthiomimus                                                   |
|  |                                                                  |
|  | \| \| †Anserimimus \| \| \| \| \| \| †Dromiceiomimus \| \| \| \| |
|  |                                                                  |
|  | †Anserimimus                                                     |
|  |                                                                  |
|  | †Dromiceiomimus                                                  |
|  |                                                                  |

|  | †Anserimimus    |
|  |                 |
|  | †Dromiceiomimus |
|  |                 |

|  | †Struthiomimus                                                   |
|  |                                                                  |
|  | \| \| †Anserimimus \| \| \| \| \| \| †Dromiceiomimus \| \| \| \| |
|  |                                                                  |
|  | †Anserimimus                                                     |
|  |                                                                  |
|  | †Dromiceiomimus                                                  |
|  |                                                                  |

|  | †Anserimimus    |
|  |                 |
|  | †Dromiceiomimus |
|  |                 |

|  | †Struthiomimus                                                   |
|  |                                                                  |
|  | \| \| †Anserimimus \| \| \| \| \| \| †Dromiceiomimus \| \| \| \| |
|  |                                                                  |
|  | †Anserimimus                                                     |
|  |                                                                  |
|  | †Dromiceiomimus                                                  |
|  |                                                                  |

|  | †Anserimimus    |
|  |                 |
|  | †Dromiceiomimus |
|  |                 |

|  | †Struthiomimus                                                   |
|  |                                                                  |
|  | \| \| †Anserimimus \| \| \| \| \| \| †Dromiceiomimus \| \| \| \| |
|  |                                                                  |
|  | †Anserimimus                                                     |
|  |                                                                  |
|  | †Dromiceiomimus                                                  |
|  |                                                                  |

|  | †Anserimimus    |
|  |                 |
|  | †Dromiceiomimus |
|  |                 |

|  | †Struthiomimus                                                   |
|  |                                                                  |
|  | \| \| †Anserimimus \| \| \| \| \| \| †Dromiceiomimus \| \| \| \| |
|  |                                                                  |
|  | †Anserimimus                                                     |
|  |                                                                  |
|  | †Dromiceiomimus                                                  |
|  |                                                                  |

|  | †Anserimimus    |
|  |                 |
|  | †Dromiceiomimus |
|  |                 |

|  | †Struthiomimus                                                   |
|  |                                                                  |
|  | \| \| †Anserimimus \| \| \| \| \| \| †Dromiceiomimus \| \| \| \| |
|  |                                                                  |
|  | †Anserimimus                                                     |
|  |                                                                  |
|  | †Dromiceiomimus                                                  |
|  |                                                                  |

|  | †Anserimimus    |
|  |                 |
|  | †Dromiceiomimus |
|  |                 |

|  | †Struthiomimus                                                   |
|  |                                                                  |
|  | \| \| †Anserimimus \| \| \| \| \| \| †Dromiceiomimus \| \| \| \| |
|  |                                                                  |
|  | †Anserimimus                                                     |
|  |                                                                  |
|  | †Dromiceiomimus                                                  |
|  |                                                                  |

|  | †Anserimimus    |
|  |                 |
|  | †Dromiceiomimus |
|  |                 |

|  | †Struthiomimus                                                   |
|  |                                                                  |
|  | \| \| †Anserimimus \| \| \| \| \| \| †Dromiceiomimus \| \| \| \| |
|  |                                                                  |
|  | †Anserimimus                                                     |
|  |                                                                  |
|  | †Dromiceiomimus                                                  |
|  |                                                                  |

|  | †Anserimimus    |
|  |                 |
|  | †Dromiceiomimus |
|  |                 |

|  | †Struthiomimus                                                   |
|  |                                                                  |
|  | \| \| †Anserimimus \| \| \| \| \| \| †Dromiceiomimus \| \| \| \| |
|  |                                                                  |
|  | †Anserimimus                                                     |
|  |                                                                  |
|  | †Dromiceiomimus                                                  |
|  |                                                                  |

|  | †Anserimimus    |
|  |                 |
|  | †Dromiceiomimus |
|  |                 |

|  | †Struthiomimus                                                   |
|  |                                                                  |
|  | \| \| †Anserimimus \| \| \| \| \| \| †Dromiceiomimus \| \| \| \| |
|  |                                                                  |
|  | †Anserimimus                                                     |
|  |                                                                  |
|  | †Dromiceiomimus                                                  |
|  |                                                                  |

|  | †Anserimimus    |
|  |                 |
|  | †Dromiceiomimus |
|  |                 |

|  | †Struthiomimus                                                   |
|  |                                                                  |
|  | \| \| †Anserimimus \| \| \| \| \| \| †Dromiceiomimus \| \| \| \| |
|  |                                                                  |
|  | †Anserimimus                                                     |
|  |                                                                  |
|  | †Dromiceiomimus                                                  |
|  |                                                                  |

|  | †Anserimimus    |
|  |                 |
|  | †Dromiceiomimus |
|  |                 |

|  | †Struthiomimus                                                   |
|  |                                                                  |
|  | \| \| †Anserimimus \| \| \| \| \| \| †Dromiceiomimus \| \| \| \| |
|  |                                                                  |
|  | †Anserimimus                                                     |
|  |                                                                  |
|  | †Dromiceiomimus                                                  |
|  |                                                                  |

|  | †Anserimimus    |
|  |                 |
|  | †Dromiceiomimus |
|  |                 |

|  | †Struthiomimus                                                   |
|  |                                                                  |
|  | \| \| †Anserimimus \| \| \| \| \| \| †Dromiceiomimus \| \| \| \| |
|  |                                                                  |
|  | †Anserimimus                                                     |
|  |                                                                  |
|  | †Dromiceiomimus                                                  |
|  |                                                                  |

|  | †Anserimimus    |
|  |                 |
|  | †Dromiceiomimus |
|  |                 |

|  | †Struthiomimus                                                   |
|  |                                                                  |
|  | \| \| †Anserimimus \| \| \| \| \| \| †Dromiceiomimus \| \| \| \| |
|  |                                                                  |
|  | †Anserimimus                                                     |
|  |                                                                  |
|  | †Dromiceiomimus                                                  |
|  |                                                                  |

|  | †Anserimimus    |
|  |                 |
|  | †Dromiceiomimus |
|  |                 |

|  | †Struthiomimus                                                   |
|  |                                                                  |
|  | \| \| †Anserimimus \| \| \| \| \| \| †Dromiceiomimus \| \| \| \| |
|  |                                                                  |
|  | †Anserimimus                                                     |
|  |                                                                  |
|  | †Dromiceiomimus                                                  |
|  |                                                                  |

|  | †Anserimimus    |
|  |                 |
|  | †Dromiceiomimus |
|  |                 |

|  | †Struthiomimus                                                   |
|  |                                                                  |
|  | \| \| †Anserimimus \| \| \| \| \| \| †Dromiceiomimus \| \| \| \| |
|  |                                                                  |
|  | †Anserimimus                                                     |
|  |                                                                  |
|  | †Dromiceiomimus                                                  |
|  |                                                                  |

|  | †Anserimimus    |
|  |                 |
|  | †Dromiceiomimus |
|  |                 |

|  | †Struthiomimus                                                   |
|  |                                                                  |
|  | \| \| †Anserimimus \| \| \| \| \| \| †Dromiceiomimus \| \| \| \| |
|  |                                                                  |
|  | †Anserimimus                                                     |
|  |                                                                  |
|  | †Dromiceiomimus                                                  |
|  |                                                                  |

|  | †Anserimimus    |
|  |                 |
|  | †Dromiceiomimus |
|  |                 |

|  | †Struthiomimus                                                   |
|  |                                                                  |
|  | \| \| †Anserimimus \| \| \| \| \| \| †Dromiceiomimus \| \| \| \| |
|  |                                                                  |
|  | †Anserimimus                                                     |
|  |                                                                  |
|  | †Dromiceiomimus                                                  |
|  |                                                                  |

|  | †Anserimimus    |
|  |                 |
|  | †Dromiceiomimus |
|  |                 |

|  | †Struthiomimus                                                   |
|  |                                                                  |
|  | \| \| †Anserimimus \| \| \| \| \| \| †Dromiceiomimus \| \| \| \| |
|  |                                                                  |
|  | †Anserimimus                                                     |
|  |                                                                  |
|  | †Dromiceiomimus                                                  |
|  |                                                                  |

|  | †Anserimimus    |
|  |                 |
|  | †Dromiceiomimus |
|  |                 |

|  | †Struthiomimus                                                   |
|  |                                                                  |
|  | \| \| †Anserimimus \| \| \| \| \| \| †Dromiceiomimus \| \| \| \| |
|  |                                                                  |
|  | †Anserimimus                                                     |
|  |                                                                  |
|  | †Dromiceiomimus                                                  |
|  |                                                                  |

|  | †Anserimimus    |
|  |                 |
|  | †Dromiceiomimus |
|  |                 |

## Paleobiología
El paleontólogo canadiense Dale Russell ha sugerido que estos animales eran enteramente carnívoros, alimentándose de huevos y pequeños animales que podían sacar de sus madrigueras con sus largos brazos. Esta opinión todavía está en discusión, su forma corporal habría sido adaptada para una forma de vida en parte herbívora. Pudo haber comido insectos, frutas, huevos, y lagartos y pequeños mamíferos. Las cuencas oculares grandes sugieren un sentido visual muy desarrollado, lo que da la posibilidad que fuera nocturno.